# Mitreo di Felicissimus

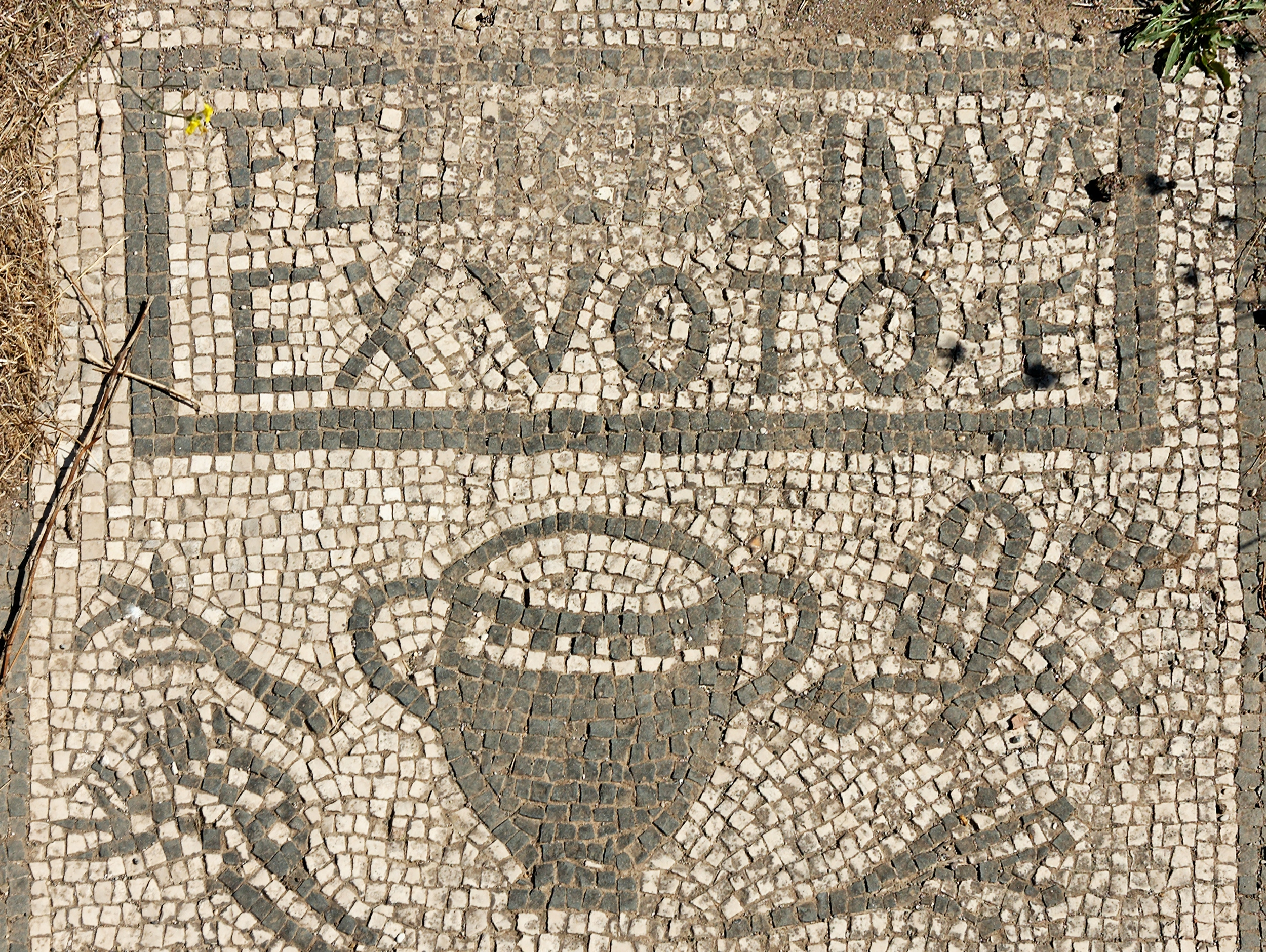
Mosaik (Ausschnitt mit der Inschrift: FELICISSIMVS EX VOTO F(ecit))

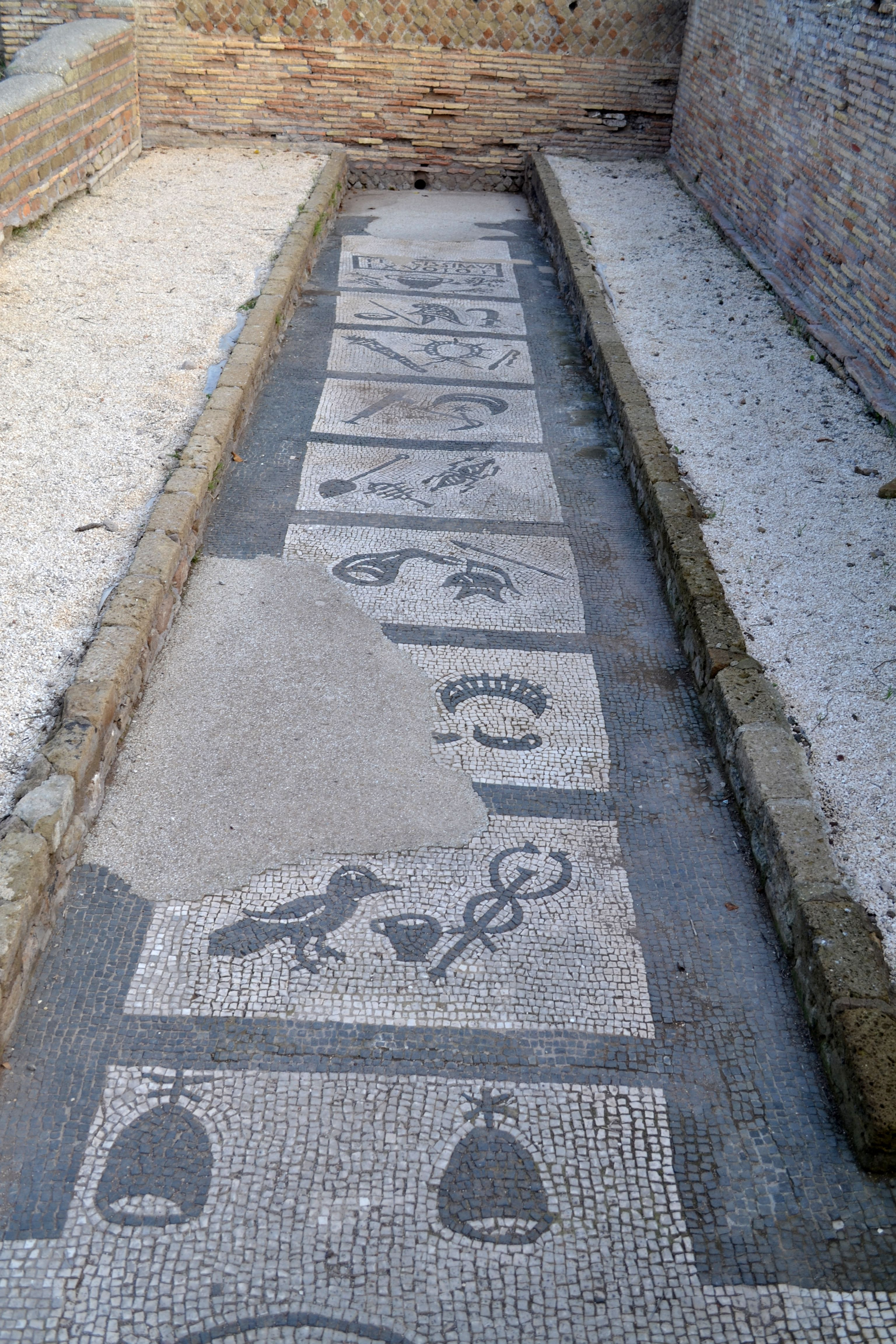
Mosaik, Gesamtansicht

Das Mitreo di Felicissimus (Mithräum des Felicissimus) befindet sich in Ostia (IV, V, 13) und wurde in der 2. Hälfte des 3. Jahrhunderts n. Chr. in ein bestehendes Haus unbekannter Funktion hineingebaut. Das Mithräum besteht aus einem Saal, der vor allem durch seinen ungewöhnlichen Mosaikschmuck auffällt. Das schwarzweiße Mosaik im Korridor, in der Mitte der Halle, ist in neun Felder aufgeteilt und zeigt dort eine Reihe von Objekten, die die verschiedenen Initiationsgrade im Mithraskult symbolisieren. Am Eingang, der sich an der Seite und nicht an der Front befindet, stand ein Altar.
Objekte auf dem Mosaik:
- Das Mosaik zeigt im ersten Feld zwei Kelche und einen Krater. Gegenüber dem Eingang befindet sich eine Nische in der Wand. Das Mosaik vor der Nische zeigt einen Altar.
- Ein Rabe, eine Tasse und ein Caduceus.
- Das dritte Feld ist zum Teil zerstört. Ein Diadem und eine Lampe sind noch zu sehen.
- Ein Helm, eine Lanze und ein Beutel.
- Ein Blitz, ein Sistrum und ein Spaten.
- Ein Schwert, eine Mondsichel, ein Stern und eine Sichel (falx).
- Eine Krone mit sieben Zacken und Bändern, eine Fackel und eine Peitsche.
- Eine Sichel (falx), eine phrygische Mütze, ein Stab und eine Schale.
- Im Feld mit der Weihinschrift sieht man einen Krater zwischen Feigen, darüber die Inschrift: FELICISSIMVS EX VOTO F(ecit), die dem Heiligtum seinen modernen Namen gab.